# Harald Sæverud
Harald Sigurd Johan Sæverud, norveški skladatelj in dirigent, * 17. april 1897, Bergen, † 27. marec 1992, Bergen.
Najbolj je poznan po glasbi po literarni predlogi Henrika Ibsena Peer Gynt (za gledališko uprizoritev te drame je glasbo napisal že njegov rojak Edvard Grieg). Med Sæverudove uspešnice sodita tudi Rondo Amoroso in Uporniška balada (norveško Kjempeviseslåtten). Zložil je 9 simfonij in veliko skladb za klavir solo. Kot gost je pogosto svoja dela dirigiral orkestru Bergenske filharmonije.
H. Saeveruda je mdr. upodobil slovenski slikar in grafik Božidar Jakac (Portret skladatelja Haralda Saeveruda, olje na platnu, 1922).